# Ulica Jana III Sobieskiego w Krościenku nad Dunajcem
Ulica Jana III Sobieskiego w Krościenku nad Dunajcem – jedna z głównych ulic Krościenka nad Dunajcem, będąca fragmentem drogi wojewódzkiej nr 969 łączącej Nowy Targ z Nowym Sączem. Biegnie od ronda w centrum miejscowości w kierunku północnym, równolegle do Dunajca do granicy sołectwa.

## Przebieg i ważniejsze obiekty
Numeracja ulicy jest niekonsekwentna, po jej prawej stronie (wschodniej, od strony Dunajca) znajdują się numery adresowe: 3 (bar „Dunajec” przy rondzie) i następnie numery parzyste od 10. Pozostałe numery znajdują się po lewej (zachodniej) stronie ulicy. Patronem ulicy jest król Jan III Sobieski.
Przy ulicy Sobieskiego 2a w latach 1982–1998 wybudowano wielki kościół Chrystusa Dobrego Pasterza. Kościół ten dominuje nad wsią i jest widoczny z wielu zboczy i szczytów Pienin, Gorc i Pasma Radziejowej.
Przy ulicy Sobieskiego 6 Willa „Kinga”, przy Sobieskiego 7 – Zajazd „Sokolica”.
Około 730 metrów na północ od ronda w centrum wsi będącego początkiem ulicy, kilkadziesiąt metrów od ulicy po jej lewej stronie, na zboczu znajduje się cmentarz żydowski, odnowiony w 2018 roku dzięki inicjatywie i zaangażowaniu Dariusza Popieli oraz wsparciu finansowemu kilku instytucji i wielu osób prywatnych.
Przed granicą sołectwa po lewej stronie, u stóp Marszałka zlokalizowany jest przysiółek Łąkcica. Na zboczach Marszałka nad Łąkcicą od kilku lat planowana jest budowa ośrodka narciarskiego.

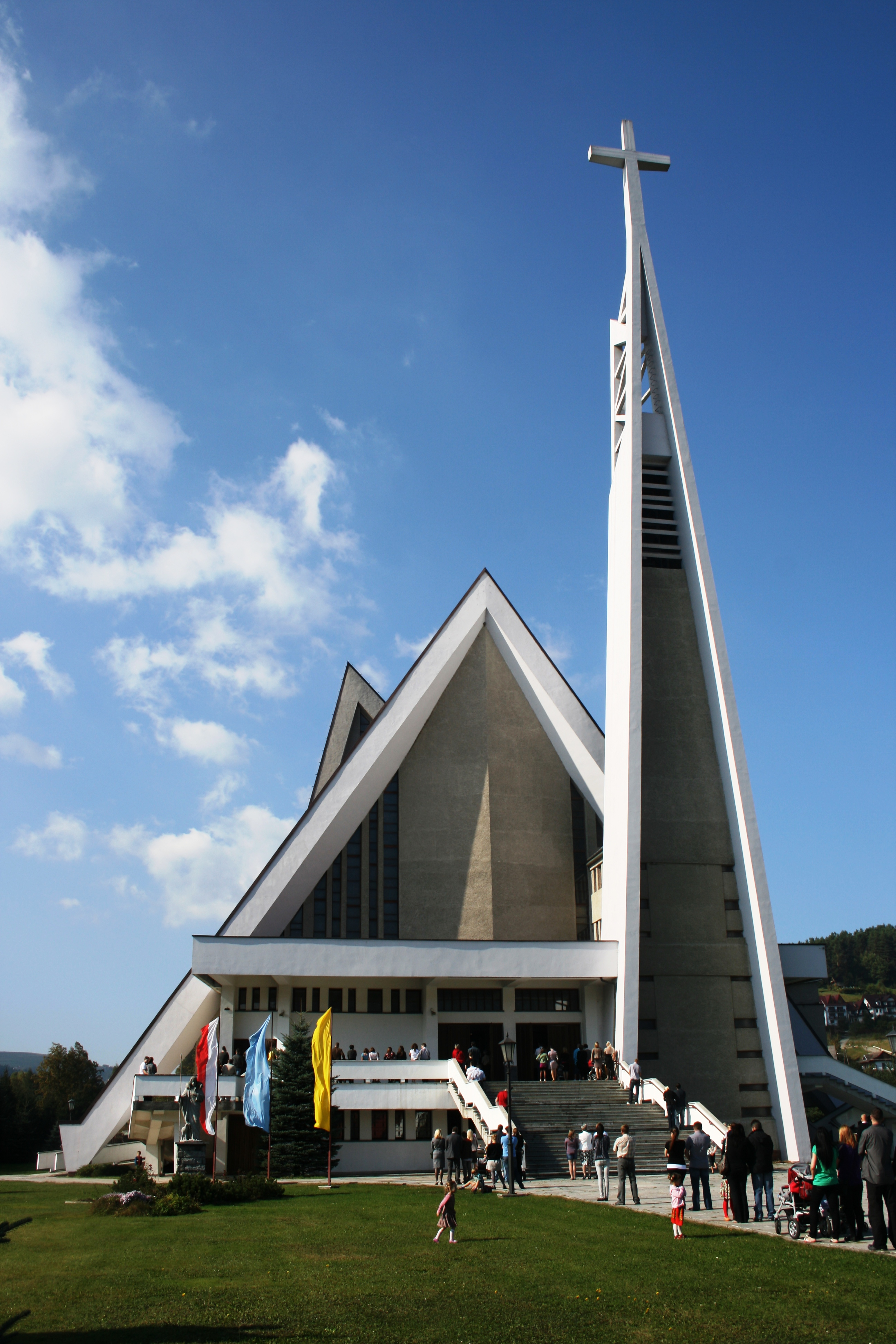
Kościół Chrystusa Dobrego Pasterza dominujący nad ul. Sobieskiego

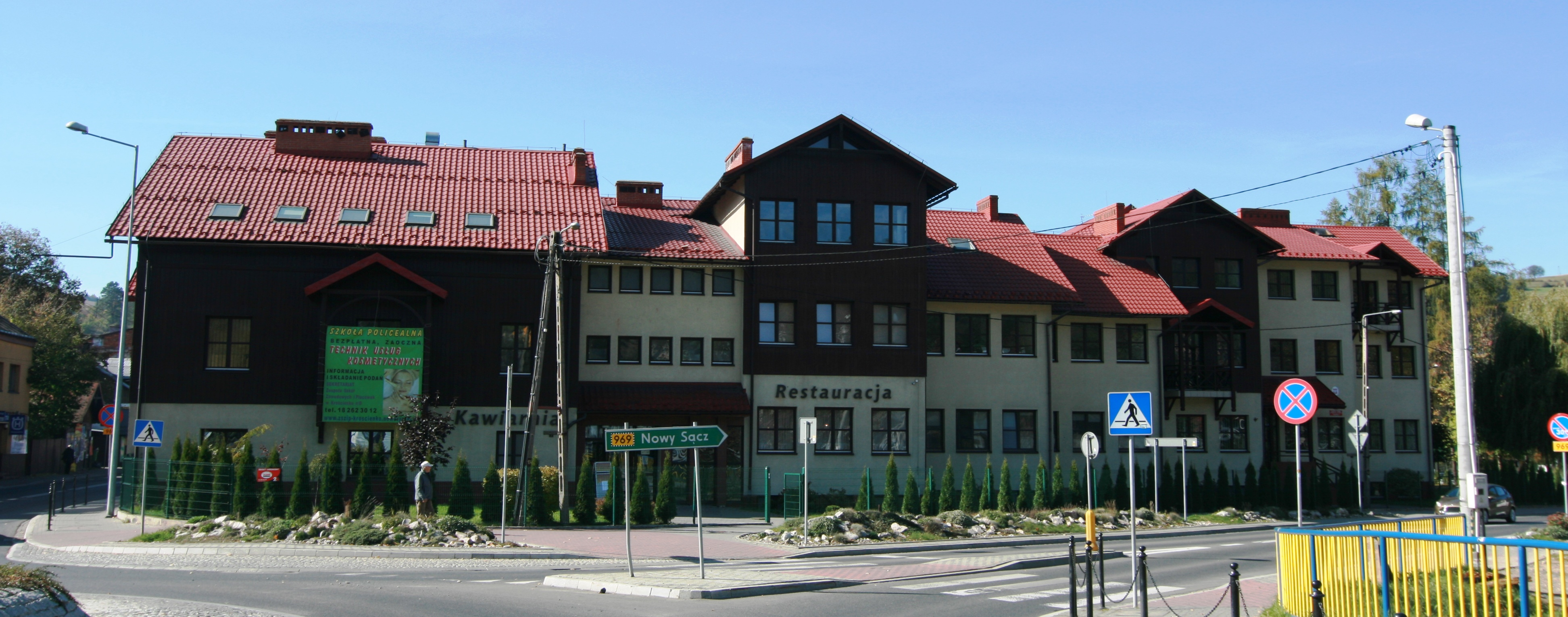
Początek ul. Sobieskiego, w narożnym budynku przed wojną była restauracja „Trzy Korony”